# Język mixtec
Język mixtec (Tu'u̲n sávi) – język Indian Misteków, używany przez około pół miliona osób w meksykańskich stanach Oaxaca, Puebla i Guerrero, co czyni go trzecim-czwartym językiem pod względem liczby użytkowników na terenie Meksyku. W wyniku migracji istnieją  grupy użytkowników również w mieście Meksyk oraz w Kalifornii. Należy do grupy (rodziny) mixtekańskiej otomangueskiej fyli językowej. Jest silnie rozdrobniony dialektalnie – Instituto Lingüístico de Verano wyróżnia aż 51 dialektów, często wzajemnie niezrozumiałych. Serwis Ethnologue traktuje mixtec jako tzw. makrojęzyk, czyli grupę spokrewnionych języków. Jak dotąd próby ustandaryzowania języka i ortografii nie przyniosły oczekiwanych rezultatów.